# 坂手島
坂手島（さかてじま）は、三重県鳥羽市の沖600mの伊勢湾口に位置する島である。地元では坂手を「さかで」とも呼ぶ。一島の住所表記は「鳥羽市坂手町」である。
2011年（平成23年）12月31日現在の住民基本台帳による人口は250人、世帯数は196世帯である。人口密度は日本の離島で第6位である。
本項では本島にかつて存在した坂手村（さかてむら）についても記す。

## 地理
鳥羽市北部、鳥羽本土から約600 mほど沖合の鳥羽湾に位置し、東を菅島、南を安楽島（本土）、西を鳥羽市街、北を答志島に囲まれている。平地はほとんどなく、島全体が1つの小山（山名は浅間山）のようになっている。沿岸部は海岸侵食により崖となっているところが多く、南側のわずかな平地と斜面に民家が集中している。島の面積は0.51 km2で、鳥羽市の有人4離島中最も小さい。
住所上の鳥羽市坂手町は、坂手島のほかに誓願島を含む。

### 気候
| 坂手島（2002 - 2011）の気候 | 坂手島（2002 - 2011）の気候 | 坂手島（2002 - 2011）の気候 | 坂手島（2002 - 2011）の気候 | 坂手島（2002 - 2011）の気候 | 坂手島（2002 - 2011）の気候 | 坂手島（2002 - 2011）の気候 | 坂手島（2002 - 2011）の気候 | 坂手島（2002 - 2011）の気候 | 坂手島（2002 - 2011）の気候 | 坂手島（2002 - 2011）の気候 | 坂手島（2002 - 2011）の気候 | 坂手島（2002 - 2011）の気候 | 坂手島（2002 - 2011）の気候 |
| 月                          | 1月                         | 2月                         | 3月                         | 4月                         | 5月                         | 6月                         | 7月                         | 8月                         | 9月                         | 10月                        | 11月                        | 12月                        | 年                          |
| --------------------------- | --------------------------- | --------------------------- | --------------------------- | --------------------------- | --------------------------- | --------------------------- | --------------------------- | --------------------------- | --------------------------- | --------------------------- | --------------------------- | --------------------------- | --------------------------- |
| 日平均気温 °C （°F）        | 6.2 (43.2)                  | 7.3 (45.1)                  | 9.7 (49.5)                  | 15.1 (59.2)                 | 19.5 (67.1)                 | 23.5 (74.3)                 | 27.1 (80.8)                 | 28.4 (83.1)                 | 25.3 (77.5)                 | 19.8 (67.6)                 | 14.5 (58.1)                 | 9.2 (48.6)                  | 17.13 (62.84)               |
| 出典：鳥羽市水産研究所      |                             |                             |                             |                             |                             |                             |                             |                             |                             |                             |                             |                             |                             |

## 生活

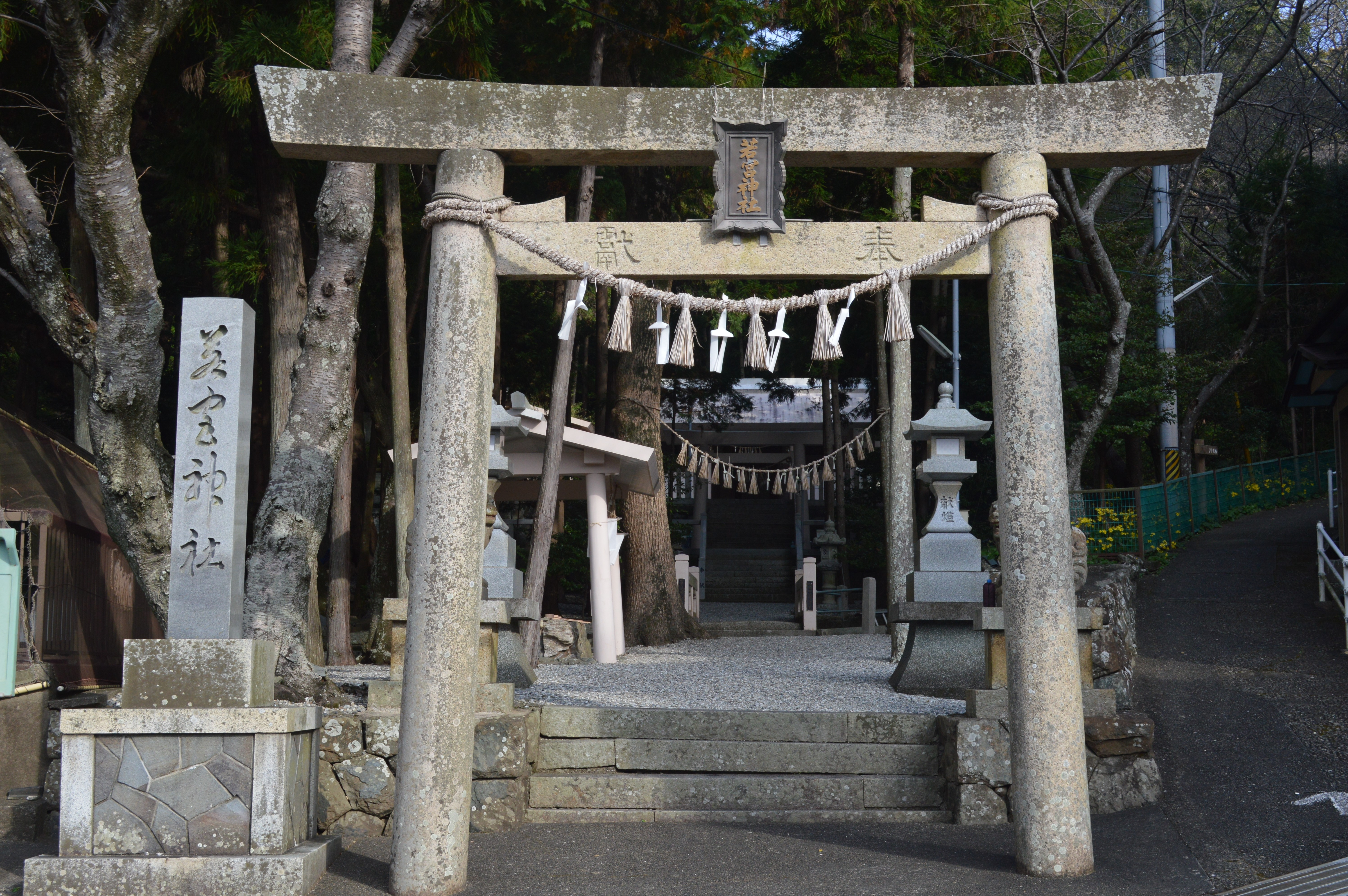
若宮神社

有線・無線による情報通信環境は整備されており、固定電話・携帯電話・テレビ・ラジオは本土と同じ水準で利用でき、ケーブルテレビに加入すればブロードバンドインターネット接続が可能である。ケーブルテレビ放送は、鳥羽本土から約1年遅れの2003年（平成15年）3月に開始した。
上水道は鳥羽本土からの海底送水を受けている。上水道の開通は1966年（昭和41年）12月21日である。下水道はなく、各家庭の浄化槽で処理するが、生活排水の多くがそのまま海に放流されている。
医療機関は鳥羽市立坂手診療所があり、1人の医師が常勤する。診療所で対応できない急患は漁船で本土に搬送し、ドクターヘリの運用も行われている。
1908年（明治41年）頃には浅間神社、白山神社、毛牟茂神社、須賀神社を合祀して若宮神社が創建された。寺院としては曹洞宗の林昌寺がある。

## 経済

### 産業

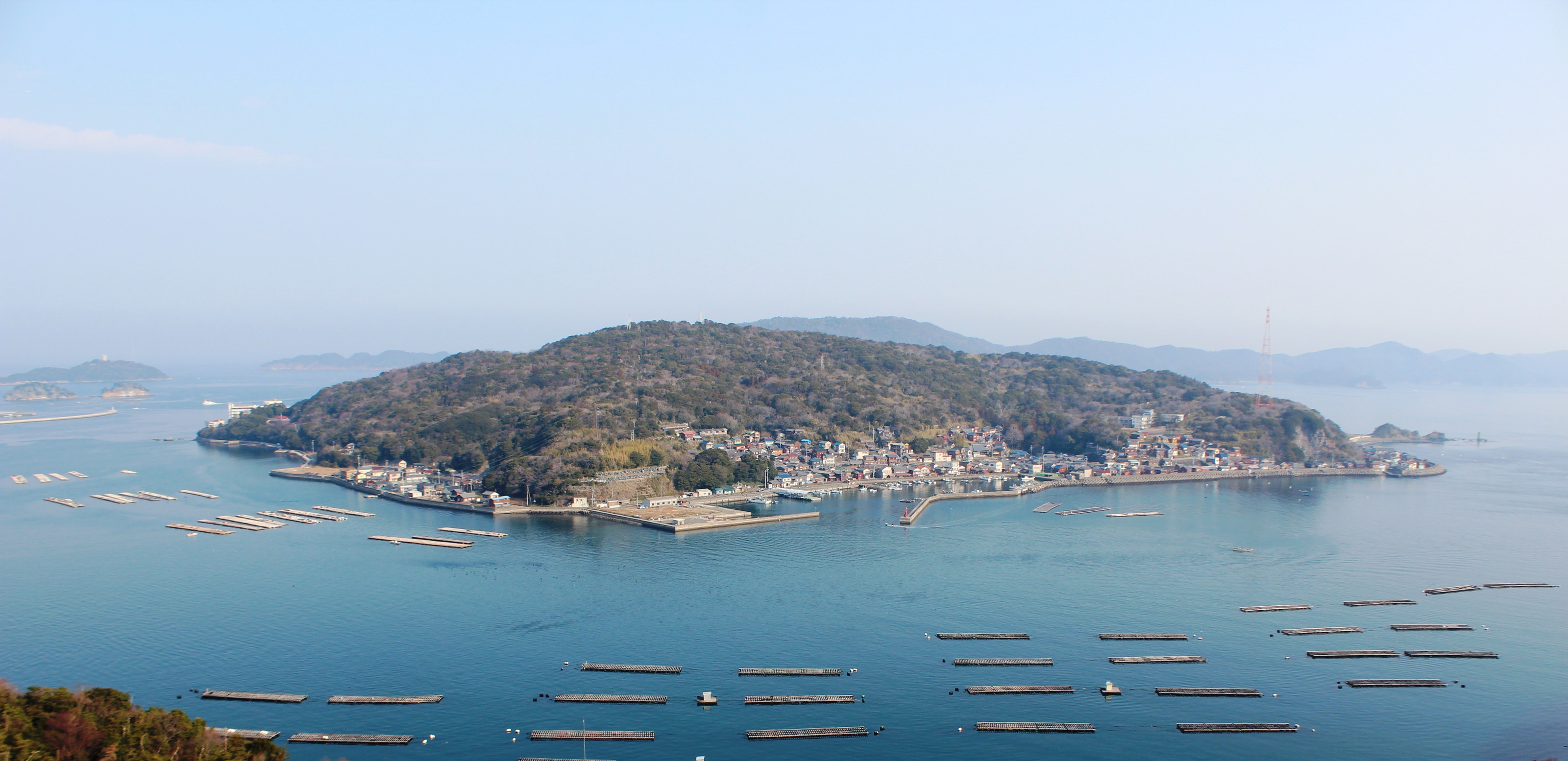
南側から見た坂手島

2015年（平成27年）の国勢調査による15歳以上の就業者数は109人で、第一次産業が8人（7.3%）、第二次産業が35人（32.1%）、第三次産業が66人（60.6%）となっており、産業別では多い順に製造業（26人・23.9%）、卸売業・小売業（21人・19.3%）、宿泊業・飲食サービス業（13人・11.9%）、医療・福祉（9人・8.3%）、漁業（8人・7.3%）、サービス業【他に分類されないもの】（8人・7.3%）の順になる。これは本土側への通勤者が多いためである。
2014年（平成26年）の経済センサスによると、坂手町の全事業所数は21事業所、従業者数は44人である。具体的には小売業と生活関連サービス業・娯楽業が各4、建設業と宿泊業・飲食サービス業が各3、宗教が2、製造業、学術・開発研究機関、医療業、郵便局、地方公務が各1事業所となっている。全21事業所のうち20事業所が従業員4人以下の小規模事業所である。島内唯一の製造業者は、金属管を製造する志摩金属管製作所である。
2015年（平成27年）の農林業センサスによると農業集落「坂手」に農林業経営体は存在しないが、畑が1 haある。島の土地は痩せており、段々畑が築かれている。

### 漁業

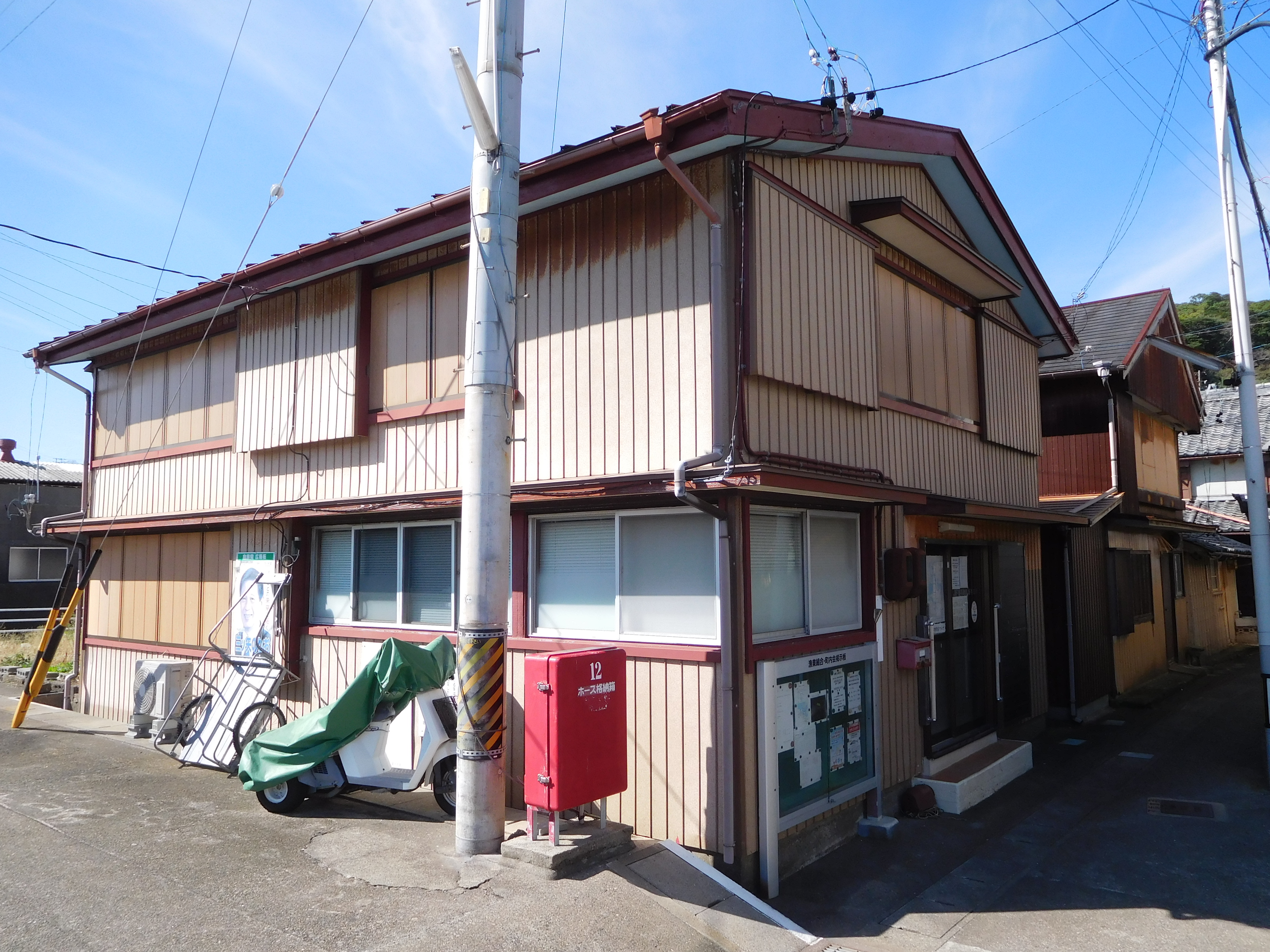
鳥羽磯部漁業協同組合坂手支所

坂手島は、1900年（明治33年）時点では専業漁家が300戸1,640人、兼業漁家が3戸9人の純漁村であった。当時は独立した坂手村であったが、後に鳥羽市となる地域で比較すると、専業漁家数は戸数・人数ともに最多であり、同年の漁獲高も最も多い52,459円で、漁船1艘あたりの換算額も180.3円で最高額であった。10年後の1910年（明治43年）の統計では、専業漁家数は242戸で答志村、鳥羽町に次いで3位に落ちているが、全戸に占める漁家の割合は86.3%と非常に高い値を示していた。当時の漁獲物はボラ、コノシロ、スズキ、シイラ、イワシなど24種あり、1隻16人乗りのカツオ漁船が13隻も存在した。漁法は刺し網、地引き網、こませ網などの網漁、銛でカジキマグロなどを突く銛突き漁、タイなどの一本釣り漁を行っていた。1980年代には漁獲物を大阪方面へ売りに行く行商人（主に女性）もいた。しかし、鳥羽本土に近いことから本土への通勤者が増え、漁業は衰退していった。
2013年（平成25年）の漁業センサスによると、坂手の漁業経営体数は16経営体であり、うち14経営体が沿岸漁業層（うち1経営体はワカメ養殖）で残る2経営体は中小漁業層（10 - 20 t級の動力漁船を使用）に従事する。漁業就業者数は17人で全員が自営漁家である。現代の坂手島の漁業はワカメ漁と一本釣り漁を特徴とし、伝統的に海女は存在しない。
坂手で獲れるワカメは坂手布（さかてめ）と呼ばれる名物となっており、江戸川乱歩は妻の実家である坂手島から送られてくるワカメを好み「鳥羽港のワカメの若いのが全国でも最上級」と讃えていた。また味噌や醤油で味付けした「味付けワカメ」という郷土料理がある。「味付けワカメ」は一度乾燥させたワカメを水で戻し、味噌や醤油で和えて再度乾燥させたもので、ポリポリとした食感を楽しむ。

## 歴史
『大同本紀』に「佐加太岐島」、『内宮儀式帳』に「酒滝島」とあり、古称は「さかたき島」であった。また『万葉集』に登場する「佐堤崎」は坂手島を指すものとされ、古代から存在が確認できる。『志陽略史』によると、坂手の島民のほとんどは鳥羽本土から渡ってきた人々が定住したという。「坂手」として記録されるのは、天永2年（1111年）の二所大神宮神主注進状（『国崎神戸文書』）が初出で、『神宮雑例集』には「滑海藻二斤、雑海藻二斤」が坂手御厨からの祭物として記録されている。このように当時の坂手島は伊勢神宮（内宮・外宮双方）の御厨であったが、伊勢国・志摩国の境界付近に位置したことから、伊勢国度会郡の所属とする史料と志摩国答志郡の所属とする史料が混在しており、『神鳳鈔』ではどちらの郡にも記載している。これは本土の泊浦（鳥羽）も同様である。
近世には志摩国答志郡小浜組に属し、坂手村として鳥羽藩の配下にあった。村高は延享3年（1746年）時点で75石余であったが、「天保郷帳」と「旧高旧領取調帳」では74石余に減少している。耕地面積が狭く、天保の大飢饉では島民の半数近くが餓死する大惨事となった。この経験から島民は島の頂上付近まで開墾して段々畑を築き、畑に行くために頭上運搬の習慣が生まれた。幕末には鳥羽城を守るために大規模な砲台と火薬庫が築かれた。
町村制施行時、坂手村は単独村制を敷いた。1932年（昭和7年）12月16日、本土の鳥羽町では鳥羽港の修築工事を起工し、これが完成すれば商工業が発展し、軍事上も重要な拠点となることが期待されていた。また鳥羽電機工場（現・シンフォニア テクノロジー鳥羽工場）が当時好況で、工場の拡張により鳥羽町の周辺村からも労働力を募集していた。これを受け、鳥羽町は1933年（昭和8年）9月16日に鳥羽町に坂手村と加茂村を加えて都市計画法の適用を申請し、1934年（昭和9年）8月2日に内務省は鳥羽都市計画区域を決定した。都市計画そのものは決定に至らなかったものの、鳥羽港を通した両町村の発展への期待と戦時体制下の中央統制の強化策の一環として、坂手村は1942年（昭和17年）6月10日付で鳥羽町に編入されることになった。編入後は鳥羽町大字坂手となった。

### 砲台跡
幕末の鳥羽藩は、日本への異国船来航が相次いだことを受け、藩主・稲垣長明の命で領内に多数の砲台を構築した。伊勢湾口・鳥羽港という要衝に位置した坂手島には、丸山崎と田ノ崎の2か所に砲台が建設された。文久年間（1861年 - 1864年）のことである。このうち島の北西端にある田ノ崎の砲台跡（北緯34度29分18.1秒 東経136度51分5.7秒 / 北緯34.488361度 東経136.851583度）は「坂手村砲台跡」の名で1941年（昭和16年）10月21日に三重県指定史跡に指定された。（丸山崎の方は海風で侵食されて崩壊した。）指定当時は岬の突出地を利用して周囲を掘り下げて築いた砲台跡の地形がはっきりと残っており、その後方には焔硝蔵（火薬庫）跡も確認できた。戦後間もない頃にはまだ砲台跡が維持されていたが、その後ホテルが建設されてその敷地の一部に取り込まれ、滅失した。

### 沿革
- 1889年（明治22年）4月1日 - 町村制の施行により、近世以来の答志郡坂手村が単独で自治体を形成。
- 1896年（明治29年）4月1日 - 郡の統合により所属郡が志摩郡に変更[45]。
- 1942年（昭和17年）6月10日 - 鳥羽町に編入。同日坂手村廃止。鳥羽町坂手となる。
- 1954年（昭和29年）11月1日 - 鳥羽町が周辺7村と合併し、鳥羽市が発足。鳥羽市坂手町となる。

### 島名の由来
古名は「さかたき」島で、「佐加太岐」や「酒滝」の字が当てられ、「島々により近く、囲まれた便利な」の意味があるという。これが変化して「さかて」となり、「逆手」・「坂手」になったと考えられる。

## 教育

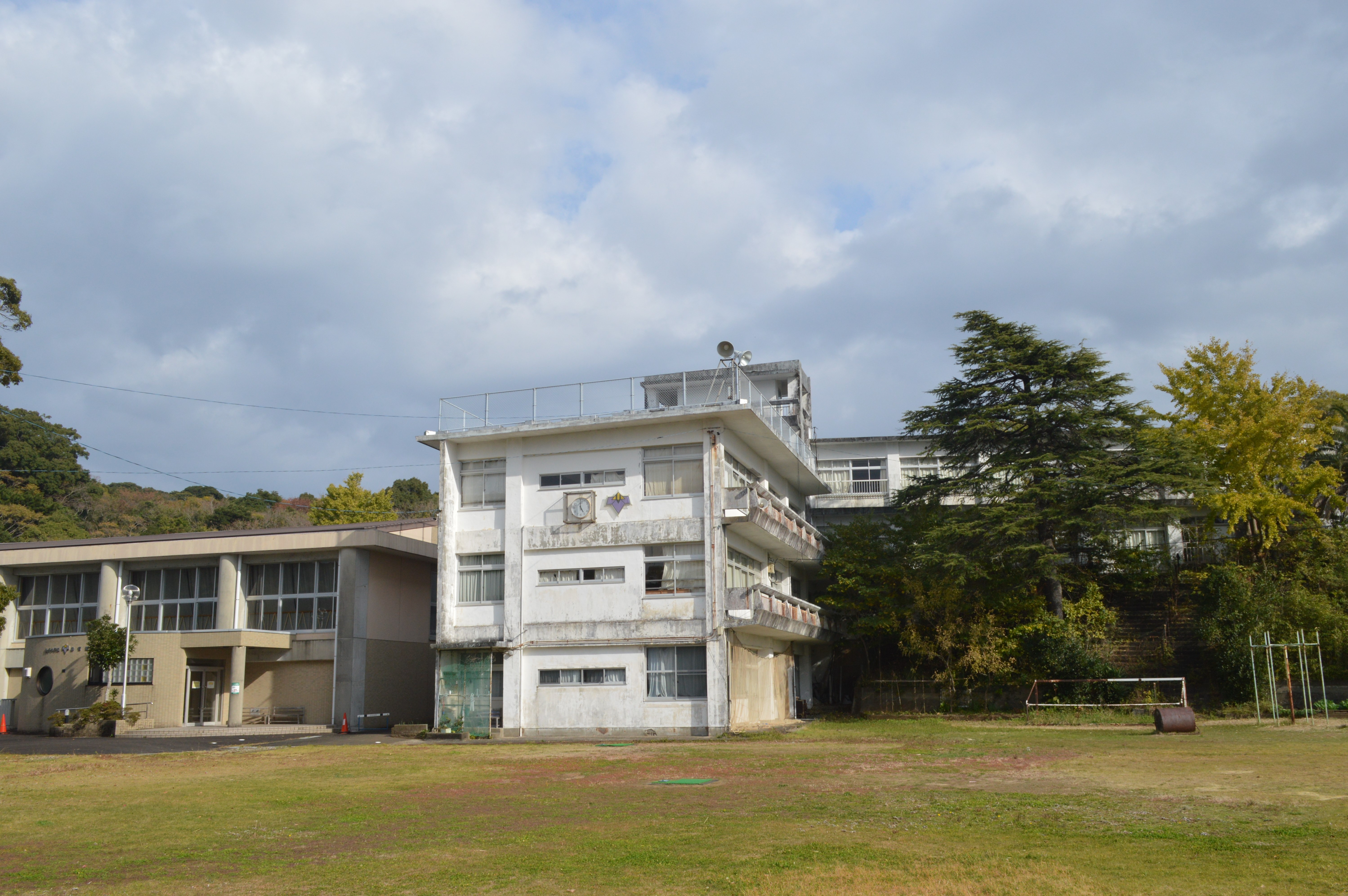
鳥羽市立坂手小学校（2012年廃校）

公立の小・中学校に通学する場合、以下の学校に通う。
- 小学校：鳥羽市立鳥羽小学校（本土、堅神町805番地2）
- 中学校：鳥羽市立鳥羽東中学校（本土、安楽島町1451番地19）

1947年（昭和22年）の学制改革により鳥羽市立坂手中学校が設置されたが、1948年（昭和23年）6月に本土側の鳥羽中学校に統合され、さらに鳥羽中学校が1979年（昭和49年）統合され、鳥羽東中学校となった。1875年（明治8年）12月開校の鳥羽市立坂手小学校は2009年（平成21年）4月1日に休校し、2012年（平成24年）3月31日に正式に廃校となった。校舎そのものは現存しており、校庭から鳥羽湾を眺めることができる。

## 文化

### 番太の権八伝説
坂手島の鳥羽本土に対面する側に「鼠畠」（ねずみばたけ）という区画があり、鳥羽藩主直轄の菜園があった。その番人の権八は一日中立ち番をし、藩主は城から望遠鏡で菜園を眺めていた。権八は、この退屈な仕事を自分の着物を着せた藁人形に任せ、たびたび里へ下りて酒や博打に興じるようになった。
しばらくして藩主の知るところになり、一度驚かしてやろうと思った藩主は、藁人形を鉄砲で撃った。しかし藩主が撃った時に立っていたのは藁人形ではなく権八本人であり、権八は死んでしまった。これ以降、鼠畠は権八の悪霊のせいで何を植えても育たなくなったという。

### 島の祭事
- 子日祭 - その年最初の子の日
- 棒ねり - 若宮神社の行事。例年7月14日に行われる天王祭で行われる[1]。棒を鉾に見立てて行う珍しい祭り。2015年夏、343年の歴史に幕を閉じた。

## 交通

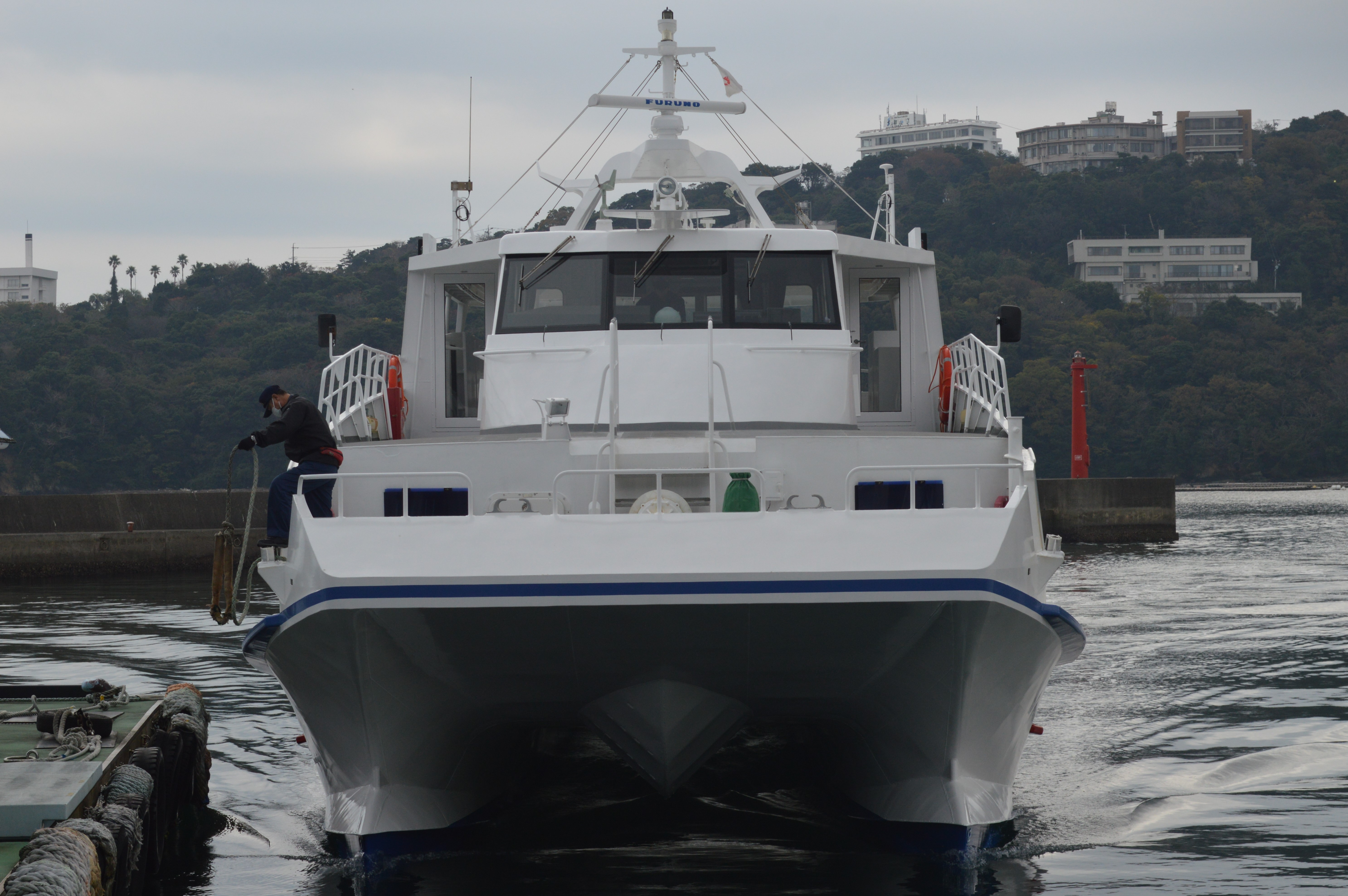
坂手港に入港する鳥羽市営定期船「かがやき」

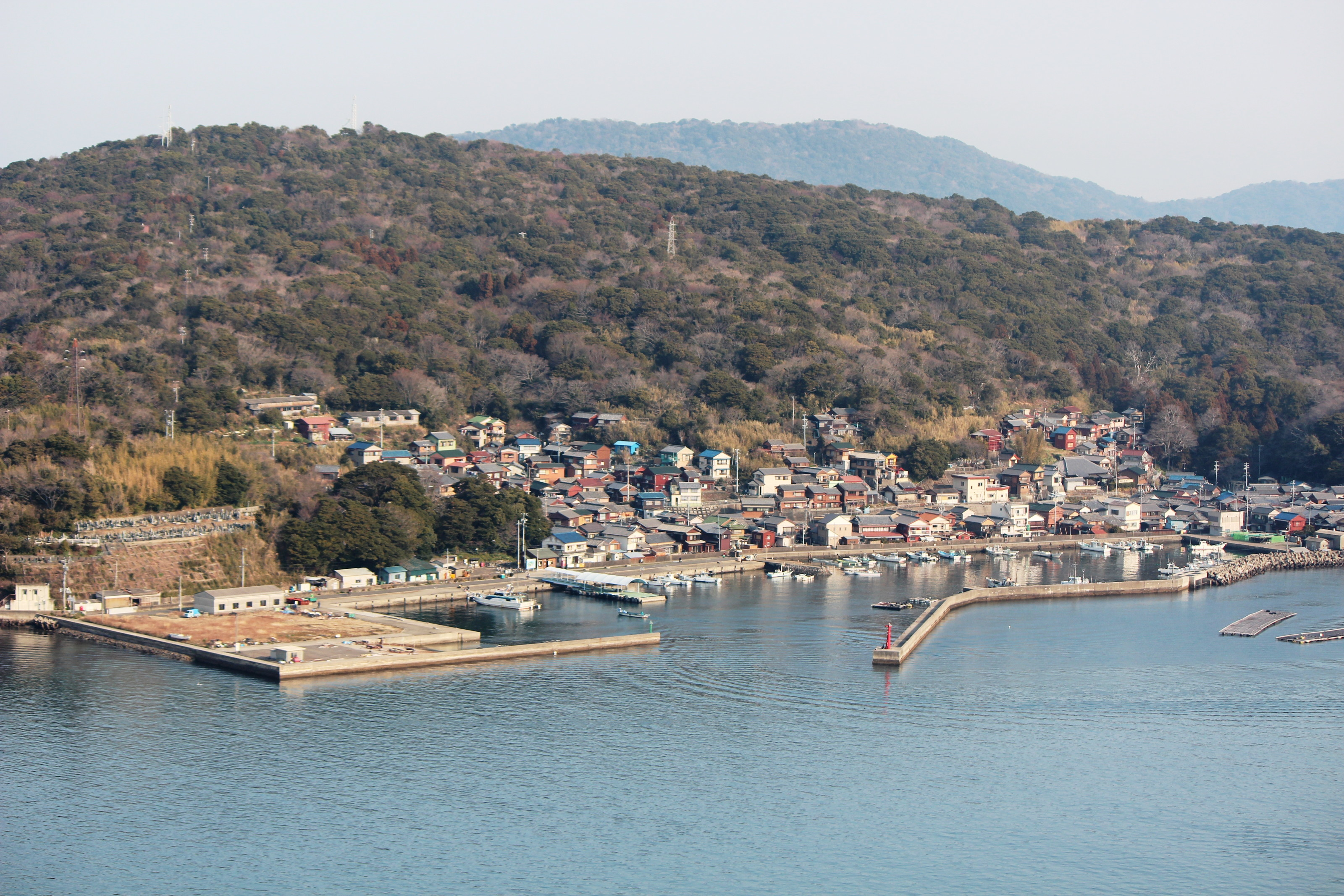
鳥羽港から約1 kmの距離にある坂手港

鳥羽港の佐田浜桟橋（鳥羽マリンターミナル）および中之郷桟橋から市営定期船が就航しており、8 - 12分で坂手島の坂手港に到着する。2019年（令和元年）現在の1日の運航本数は坂手行き13便、鳥羽行き13便で、最終便は菅島発着の船が寄港する形をとっている。1992年（平成4年）時点では1日17便運航していた。
坂手島の定期船待合所は木造平屋建てで、2004年（平成16年）度に建設された。
運航経路
- 坂手→佐田浜
- 坂手→佐田浜→中之郷
- 坂手→中之郷→佐田浜
- 佐田浜→坂手
- 佐田浜→坂手→菅島
- 佐田浜→中之郷→坂手
- 中之郷→坂手
- 中之郷→坂手→佐田浜→和具→答志[注 1]
- 中之郷→佐田浜→坂手
- 菅島→坂手→佐田浜

## 施設
- 鳥羽市坂手連絡所[1]
- 鳥羽市水産研究所[1]
- 鳥羽市立坂手診療所
- 鳥羽市中央公民館坂手分館[1]
- 鳥羽坂手郵便局
- 鳥羽中継局
- 若宮神社
- 林昌寺

## 出身者
- 村山隆（むらやま りゅう、1897 - 1982） - 江戸川乱歩の妻、元小学校教師
- 嶋谷自然（しまや しぜん、1904 - 1993） - 日本画家、名古屋芸術大学名誉教授[56]